# یوانا اپوزدا
یوانا اُپوزدا (لهستانی: Joanna Opozda؛ زادهٔ ۲ ژوئیه ۱۹۸8) بازیگر اهل لهستان است.
از فیلم‌ها یا مجموعه‌های تلویزیونی که وی در آن‌ها نقش داشته است، می‌توان به فرصت دوباره، در خوشی و سختی، سیاره مجرد، قانون حقیقی، رنگ‌های خوشبختی، ع چون عشق، پدر متیو، دوستان و عشق اول اشاره نمود.